# Hubertus von Faber-Castell
Hubertus Alexander Wolfgang Rüdiger Emanuel Wilhelm Graf von Faber-Castell (* 8. April 1934 in Stein bei Nürnberg; † 29. Januar 2007 in München) war ein deutscher Milliardär und Ehrenbürger der Stadt Peking.

## Werdegang
Hubertus Graf von Faber-Castell kam als Sohn zweier Wirtschaftsdynastien auf die Welt. Sein Vater, Roland Graf von Faber-Castell war alleiniger geschäftsführender Gesellschafter der heutigen Faber-Castell AG. Die Mutter von Graf Hubertus, Alix-May von Frankenberg und Ludwigsdorf, gehörte zur Eigentümerfamilie der größten europäischen Privatbank Sal. Oppenheim Jr. & Cie. In beiden Familienunternehmen arbeitete Faber-Castell kurz. In der Faber-Castell AG überließ er dem jüngeren Bruder Anton-Wolfgang Graf von Faber-Castell die Führung des fränkischen Schreibwaren Herstellers. In diesen Zusammenhang verkaufte Faber-Castell den Großteil seiner Anteile an dem väterlichen Unternehmen. Faber-Castell zog es nach Asien, wo er in China werbefinanzierte Fernsehsender aufbaute. Graf Hubertus wurde öffentlich von der Regierung als „großer Freund Chinas“ betitelt, später wurde Faber-Castell Ehrenbürger der Stadt Peking. Er hatte drei Kinder aus zwei verschiedenen Ehen. Aus erster Ehe stammen Patrick Graf von Faber-Castell, Ex-Ehemann der deutschen Schauspielerin Mariella Ahrens, sowie die Deutsch-Schweizerin Caroline Gotzens. Das dritte Kind des Grafen, Floria-Franziska Prinzessin und Landgräfin von Hessen, ist mit dem Oberhaupt des Hauses Hessen verheiratet.